# Helcionelloida
Helcionelloida е изкопаем клас охлювоподобни мекотели и най-ранните представители на раковинните представители на типа. Някои представители на класа в миналото неправилно са описвани като Моноплакофори. През 1991 г. са отделени от тях като самостоятелен клас с името Helcionelloida.

## Описание
Повечето представители са били дребни с раковина с големина едва от 2 mm в дължина или диаметър. Според съвременните реконструкции древните мекотели наподобявали на охлюви. Раковините на представителите от някои родове притежавали оформена тръбичка, през която вероятно организмът е дишал.

## Класификация

### 2005
Според класификацията на Bouchet & Rocroi от 2005 г. този таксон се класифицира като палеозойски мекотели с неопределено положение в систематиката. Не се използва названието Helcionelloida.

### 2006—2007
Според класификацията на П. Ю. Пархаев Helcionelloida се подразделят на:
Gastropoda Cuvier, 1797
Подклас Archaeobranchia Parkhaev, 2001
- Разред Helcionelliformes Golikov & Starobogatov, 1975

- Надсемейство Helcionelloidea Wenz, 1938

- Семейство Helcionellidae Wenz, 1938
- Семейство Igarkiellidae Parkhaev, 2001
- Семейство Coreospiridae Knight, 1947

- Надсемейство Yochelcionelloidea Runnegar & Jell, 1976

- Семейство Trenellidae Parkhaev, 2001
- Семейство Yochelcionellidae Runnegar & Jell, 1976
- Семейство Stenothecidae Runnegar & Jell, 1980

- Подсемейство Stenothecinae Runnegar & Jell, 1980
- Подсемейство Watsonellinae Parkhaev, 2001

- Разред Pelagiellifomes MacKinnon, 1985

- Семейство Pelagiellidae Knight, 1952
- Семейство Aldanellidae Linsley et Kier, 1984

Подклас Divasibranchia Minichev & Starobogatov, 1975
- Разред Khairkhaniifomes Parkhaev, 2001

- Семейство Khairkhaniidae Missarzhevsky, 1989

Подклас Dextrobranchia Minichev & Starobogatov, 1975
- Разред Onychochiliformes Minichev & Starobogatov, 1975

- Семейство Onychochilidae Koken, 1925